# Julie Dibens
Julie Dibens (Salisbury, 4 de marzo de 1975) es una deportista británica que compitió en triatlón.
Ganó una medalla de bronce en el Campeonato Europeo de Triatlón de 2000. Además, obtuvo una medalla de bronce en el Campeonato Mundial de Ironman de 2010 y una medalla de oro en el Campeonato Mundial de Ironman 70.3 de 2009. En Xterra triatlón consiguió cuatro medallas en el Campeonato Mundial entre los años 2007 y 2010.

## Palmarés internacional
| Campeonato Europeo | Campeonato Europeo   | Campeonato Europeo | Campeonato Europeo |
| Año                | Lugar                | Medalla            | Prueba             |
| ------------------ | -------------------- | ------------------ | ------------------ |
| 2000               | Stein (Países Bajos) | Medalla de bronce  | Individual         |

| Campeonato Mundial | Campeonato Mundial     | Campeonato Mundial | Campeonato Mundial |
| Año                | Lugar                  | Medalla            | Prueba             |
| ------------------ | ---------------------- | ------------------ | ------------------ |
| 2010               | Hawái (Estados Unidos) | Medalla de bronce  | Individual         |

| Campeonato Mundial | Campeonato Mundial          | Campeonato Mundial | Campeonato Mundial |
| Año                | Lugar                       | Medalla            | Prueba             |
| ------------------ | --------------------------- | ------------------ | ------------------ |
| 2009               | Clearwater (Estados Unidos) | Medalla de oro     | Individual         |

| Campeonato Mundial | Campeonato Mundial    | Campeonato Mundial | Campeonato Mundial |
| Año                | Lugar                 | Medalla            | Prueba             |
| ------------------ | --------------------- | ------------------ | ------------------ |
| 2007               | Maui (Estados Unidos) | Medalla de oro     | Individual         |
| 2008               | Maui (Estados Unidos) | Medalla de oro     | Individual         |
| 2009               | Maui (Estados Unidos) | Medalla de oro     | Individual         |
| 2010               | Maui (Estados Unidos) | Medalla de plata   | Individual         |